# Corrado Guzzanti
Corrado Guzzanti (né le 17 mai 1965 à Rome) est un acteur, réalisateur, scénariste, humoriste et imitateur italien. Corrado Guzzanti s'est rendu célèbre tant pour ses imitations de personnalités italiennes (hommes politiques, journalistes, célébrités du spectacle et de la télévision), que pour l'interprétation de ses propres personnages inspirés de la société contemporaine. Il est le réalisateur du film Fascisti su Marte (Fascistes sur Mars) sorti en 2006 sélectionné au Festival du Cinéma de Venise. Prix de la Satire politique de Forte dei Marmi, en Italie il est considéré comme un génie de la comédie satirique,,.

## Biographie

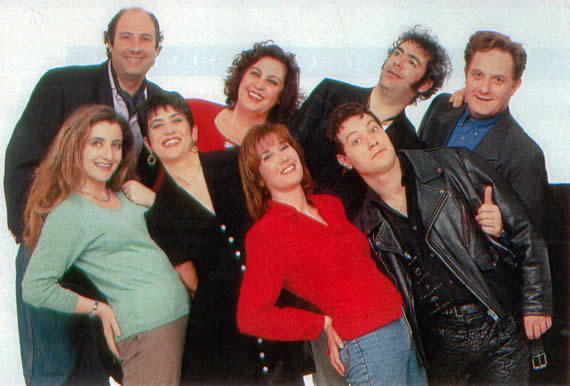
Les protagonistes du programme télévisé Avanzi en 1991. Corrado Guzzanti (en bas à droite) est Rokko Smithersons

Corrado Guzzanti est fils du journaliste et homme politique libériste Paolo Guzzanti, frère de Sabina et Caterina Guzzanti, ainsi que petit-neveu de l'ancien ministre de la Santé Elio Guzzanti.

### Les débuts
Il débute au théâtre en tant qu'auteur des textes pour sa sœur Sabina. En 1988 il commence une collaboration avec Antonio Ricci, metteur en scène pour Mediaset. En 1989 il est acteur dans la compagnie de théâtre satirique de Serena Dandini, Valentina Amurri et Linda Brunetta pour la télévision publique italienne dans le programme La TV delle ragazze (La télé des filles). Avec cette même troupe il participe à la création du programme télévisé Avanzi (1991-1993). Ce programme culte est classé parmi les plus novateurs de cette époque. Corrado Guzzanti se fait remarquer avec l'imitation de Vittorio Sgarbi, un historien de l'art très controversé, de Gianni Minoli (it), un journaliste proche du premier ministre de l'époque, le socialiste Bettino Craxi, et surtout avec le personnage imaginaire de Rokko Smitherson, un metteur en scène de film d'horreur. Sketch après sketch, Smitherson relatait le scénario de "son nouveau film", qui n'était en fait que le résumé parodique des événements politiques de la semaine.

### Partenariat avec Serena Dandini

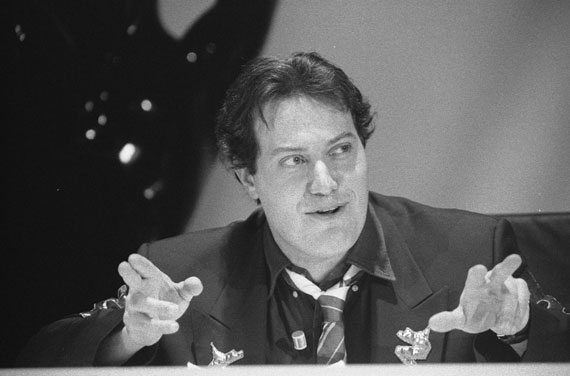
Corrado Guzzanti imite le journaliste Mediaset Emilio Fede

La collaboration avec Serena Dandini dure plusieurs années. Dans tous leurs programmes, Dandini joue le rôle de la partenaire qui donne la réplique à Guzzanti, qui met en scène une série de personnages.
À partir de 1993, les caricatures des deux frères Guzzanti sont axées sur l'actualité politique : à cette époque, la justice italienne est impliquée dans l'enquête Mani pulite (mains propres) et on assiste à la chute de la Première République, tandis que Silvio Berlusconi annonce sa « descente aux champs ». Alors que Sabina s'est spécialisée dans l'imitation de Silvio Berlusconi lui-même, Corrado imite des figures de second plan du parti socialiste italien, comme Ugo Intini, que l'on voit courir après des citoyens terrifiés, promettant que « la politique est prête à changer ».
Un autre personnage d'imitation qui fait la fortune de Guzzanti est celui d'Emilio Fede, présentateur du TG4, un fidèle à Berlusconi. À l'imitation de Guzzanti, Fede a kidnappé le fils de huit ans d'un autre cadre de la télévision afin de lui extorquer les droits exclusifs des matchs de football.
En 1997 dans le programme Pippo Chennedy Show il propose un personnage imaginaire, Pippo Chennedy, qui représente le « pire du pire » des présentateurs télé, qui ne se gêne pas pour ruiner la réputation d'invités timides et maladroits, protagonistes d'événements troubles et inconfortables, pour augmenter l'audience et le succès de leurs émissions.
« Oggi le donne fanno i lavori che gli italiani non vogliono più fare. »
— C.Guzzanti, Brunello Robertetti

« Aujourd'hui, les femmes font les travaux que les Italiens ne veulent plus faire. »
— C.Guzzanti, Brunello Robertetti
L'une des personnalités emblématiques est le poète Brunello Robertetti, dont les poèmes récités ne sont que des reprises de proverbes, de clichés et de poèmes célèbres, réécrits en dialecte abruzzais.
« La risposta è dentro di te. Però è sbagliata! »
— C.Guzzanti, Quelo

« La réponse est en vous. Pourtant, elle est fausse ! »
— C.Guzzanti

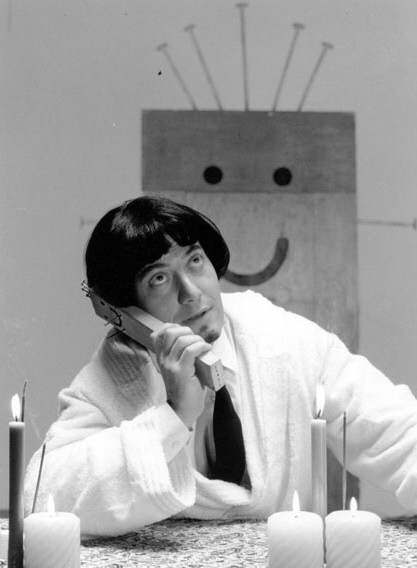
Corrado Guzzanti joue le personnage de Quelo

Un autre personnage est Quelo, un pseudo-prêtre qui portait la parole d'un nouveau dieu, dont il tirait son nom, représenté par une tablette en bois avec des clous à la place des membres et des traits du visage dessinés de manière à reproduire un sourire semblable à un émoticône. Scène après scène, Quelo se révèle être un simple père de famille des Pouilles, essayant d'échapper aux problèmes de la vie réelle allant de l'infidélité conjugale de sa femme à la fragilité physique de sa fille, qui dans chaque épisode vomissait abondamment sur quelqu'un ou quelque chose.
« La Sinistra non deve governare. La Sinistra è gioco, è divertimento, è fantasia. »
— C.Guzzanti, Fausto Bertinotti

« La Gauche ne doit pas gouverner, car la Gauche, c'est du jeu, du divertissement, de la fantasie. »
— C.Guzzanti, Fausto Bertinotti
Dans les émissions suivantes, toujours animées par Serena Dandini, Guzzanti s'est attaché à imiter les hommes politiques de centre-gauche et d'extrême-gauche, qui étaient au gouvernement à l'époque mais connaissaient de fortes tensions internes. Dans son imitation, le leader de l'extrême-gauche Fausto Bertinotti était dépeint comme un dandy obsédé par la mode, qui aimait réveiller ses collègues en pleine nuit pour aller lancer des ballons d'eau au Premier ministre Romano Prodi. Celui-ci était présenté, par contre, comme le fantôme de lui-même : il serait mort en 1974, mais poursuivait ses activités en tant que "vrai démocrate chrétien, flottant entre la vie et la mort, sans offenser ni l'une ni l'autre".

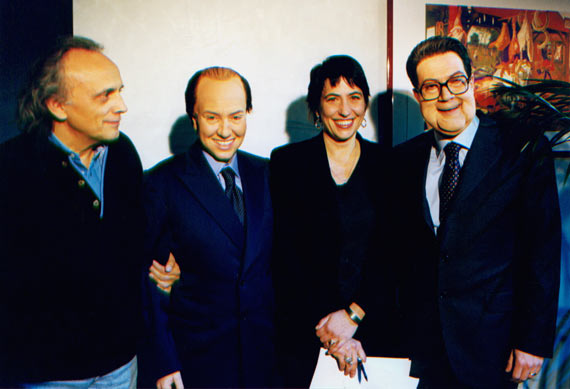
Sabina Guzzanti (deuxième de la gauche) imite Silvio Berlusconi, Serena Dandini (centre), autrice et partenaire, Corrado Guzzanti (à droite) grimé en Romano Prodi (2007)

En 2000, lorsque le mouvement de Berlusconi a pris le nom de Casa della libertà (Maison de la liberté), il a produit une série de publicités parodiques dans lesquelles les protagonistes contrevenaient aux règles les plus élémentaires de la bienséance et du sens civique. On se souvient notamment de l'épisode dans lequel il urine sur le canapé,.

### L'affaire Scafroglia
En 2002, Guzzanti réalise son premier projet personnel de télévision, Il caso Scafroglia (L'affaire Scafroglia), un programme pseudo-journalistique basé sur l'enquête sur la disparition présumée d'un certain Mario Scafroglia. Toujours conduite avec l'ami et collègue Marco Marzocca, la série a vu la participation d'artistes comme Fiorella Mannoia et Antonio Albanese.
Le présentateur, incarné par Guzzanti, en partant de la disparition de M. Scafroglia, a analysé la situation politique italienne, caractérisée à l'époque par la présence de Silvio Berlusconi comme Premier ministre. Les différentes réflexions sont entrecoupées de croquis dans lesquels Guzzanti propose une imitation du ministre des Finances de l'époque, Giulio Tremonti (présenté comme un dilapidateur de l'argent public et un joueur) et de nouvelles caricatures, comme le Mafioso, dépeint dans son arrogance et ses pouvoirs nullement affaiblis par son emprisonnement ; le Maçon en cagoule dressant un bilan de l'avancement des plans de sa loge maçonnique - ce qui faisait référence à Propaganda Due ; Vulvia, personnage imaginaire représentant la présentatrice, coquette et ignorante, d'un programme de vulgarisation scientifique ; le hiérarque fasciste Gaetano Maria Barbagli, chef d'une poignée d'hommes qui se lancent à la conquête de la planète rouge Mars.

### Fascistes sur Mars
« La dittatura è un sistema per opprimere il popolo. La democrazia è un sistema per costringere il popolo a opprimersi da solo. »
— C.Guzzanti, Fascistes sur Mars

« La dictature est un système visant à opprimer le peuple. La démocratie est un système pour forcer le peuple à s'opprimer lui-même »
— C.Guzzanti, Fascisti su Marte

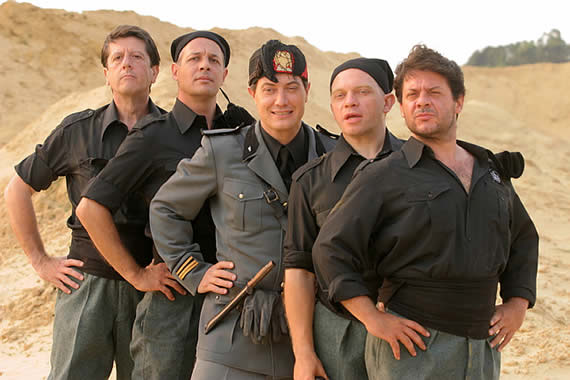
Corrado Guzzanti (au centre) est le hiérarque fasciste Barbagli en mission sur la "planète rouge" Mars

Les croquis de Fascistes sur Mars, qui faisaient partie du Caso Scafroglia, ont été présentés au Festival international du film de Venise la même année. Guzzanti a ensuite décidé d'en faire un film et a réduit considérablement ses apparitions à la télévision. Le film, qui a concouru au Festival du film de Rome en 2006 dans la section Extra et a ensuite été diffusé sur grand écran la même année, raconte l'invasion, par une petite unité de chemises noires, de la "planète rouge", habitée par les Mimmi, des pierres rondes sur lesquelles Barbagli et ses hommes tentent en vain d'imposer leur autorité.
Guzzanti, réalisateur et narrateur du film (avec le style de narration typique des commentateurs des actualités de l'EIAR à l'époque de la dictature), avait exploité les vicissitudes des protagonistes pour une analyse finale des différences entre le régime fasciste de l'époque et la "dictature douce" de Berlusconi.

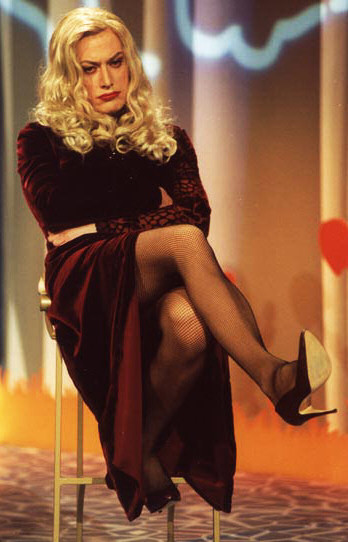
Guzzanti joue Vulvia, présentatrice imaginaire d'émissions de vulgarisation scientifique

### Séries et cinéma
Après les événements judiciaires qui avaient vu sa sœur Sabina ostracisée par Mediaset, il est apparu de plus en plus rarement à la télévision publique et a choisi de travailler pour SKY Italia.
Il a notamment participé à la série télévisée à grand succès Boris, où il a joué deux personnages en même temps : Mariano Giusti, un acteur frustré à tendances psychotiques, et Padre Gabrielli, un faux curé affilié à la Camorra.
Il poursuit également son expérience en tant qu'acteur de cinéma, dans le film La passione de Carlo Mazzacurati, pour lequel il reçoit deux nominations respectivement pour le Ciak d'Oro et le prix Kineo,,.
En 2010 il reçoit le Prix de la Satire politique de Forte dei Marmi.
« La verità è che ho chiamato perché mi sento molto solo. Posso richiamare domani? »
— C.Guzzanti, Mauro Masi

« La vérité, c'est que j'ai appelé parce que je me sens très seul. Puis-je vous appeler demain ? »
— C.Guzzanti, Mauro Masi
Dans ses très rares apparitions à la télévision publique, Guzzanti continuera à alterner des personnages plus légers et frivoles (comme la présentatrice Vulvia) avec des interventions plus politiquement colorées.
En 2011, comme le directeur général de la télévision publique italienne Mauro Masi a appelé en direct le journaliste Michele Santoro pour le « réprimander  » à propos de son reportage sur Silvio Berlusconi, le lendemain Corrado Guzzanti a appelé en direct Serena Dandini pendant son émission  Parla con me , parodiant l'intervention du directeur général,.

### Le retour avecAniene
En 2011, il revient à la télévision toujours sur SKY Italia, avec Aniene, où il propose de nouveaux personnages comme Aniene (qui donne le nom au programme), un super-héros envoyé sur Terre par le Père pour rétablir l'ordre parmi les humains, et il réintroduit aussi des personnages déjà connus, comme l'imitation du chanteur Antonello Venditti, le Maçon, le Mafioso (qui célèbre les 150 ans de la Mafia au lieu de l'unification de l'Italie), et Monseigneur Florestano Pizzarro.
« Questa grande, clamorosa indifferenza della Natura e dell'Universo, io la chiamo Dio. Che come nome è anche più breve, no? »
— C.Guzzanti, Père Pizzarro

« Cette grande, retentissante indifférence de la Nature et de l'Univers, moi je l'appelle Dieu. C'est un nom plus court, n'est-ce pas ? »
— C.Guzzanti, Padre Pizzarro

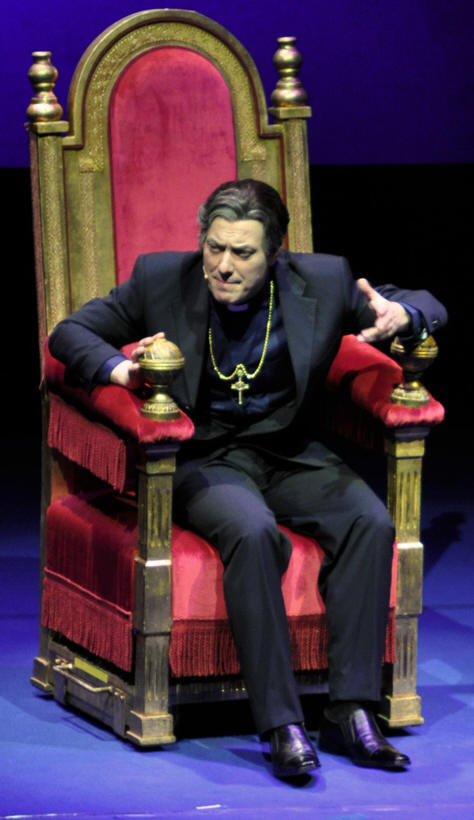
Guzzanti joue Monseigneur Florestano Pizzarro

En janvier 2013, Guzzanti est dénoncé par l'Aiart (Association des téléspectateurs catholiques) pour « avoir offensé le sentiment religieux des Italiens avec des blagues de caserne », à la suite de la diffusion sur la chaine publique La7 de la pièce Recital, dans laquelle il jouait le rôle du père Pizzarro. À la défense de Guzzanti, le directeur du journal Articolo21 Stefano Corradino a lancé une pétition sur Change.org, qui a recueilli environ 54 000 signatures en quelques semaines. À la fin de l'affaire, Corrado Guzzanti a écrit une lettre de remerciement dans laquelle, entre autres, il analysait les interférences de la religion, « qui offensaient son sentiment laïc ».
En 2014, il joue dans la comédie Ogni maledetto Natale, dans laquelle, comme tous les acteurs du film, il joue deux rôles différents dans les deux familles principales : l'oncle Sauro de la famille Colardo et Philippin Benji qui travaille pour la famille Marinelli. En 2015, il joue le rôle du maréchal des carabiniers Carmelo La Mattina dans le film "A Bigger Splash" de Luca Guadagnino.
Le 25 mai 2016, Guzzanti revient à la télévision sur SKY avec une série de 4 épisodes Dov'é Mario ?, dans lequel il joue le rôle d'un célèbre intellectuel snob, Mario Bambea, qui, après un grave accident de voiture, commence à souffrir d'un dédoublement de personnalité, permettant à son alter ego Bizio Capoccetti, un comique grossier et vulgaire, d'émerger.
En 2018, il rejoint le casting de la série I delitti del BarLume (dans sa cinquième saison), où il joue l'assureur vénitien Paolo Pasquali.
En 2022 il participe au programme LOL2 Italia.

## Filmographie

### Comme acteur
- Prima le donne e i bambini de Martina d'Anna (1992)
- De Generazione (1994)
- Millenovecentonovantadieci de Corrado de Marchi (1998)
- Fascisti su Marte de Corrado Guzzanti (2006)
- Boris (saison 2) de Giacomo Ciarrapico, Mattia Torre et Luca Vendruscolo (2008)
- La passione de Carlo Mazzacurati (2010)
- 2015 : A Bigger Splash de Luca Guadagnino
- Dov'è Mario? sur SKY ITALIA, (2016)

### Comme réalisateur
- Fascisti su Marte (2006)

### Comme scénariste
- Millenovecentonovantadieci (1998)
- Fascisti su Marte (2006)